# عدلي الشافعي
عدلي الشافعي (ولد في 18 نيسان / أبريل 1919) هو لاعب كرة مضرب مصري مثل مصر في كأس ديفيز من عام 1946 إلى عام 1955. لعب 32 مباراة في كأس ديفيس. وهو والد اللاعب إسماعيل الشافعي وجد اللاعب عدلي الشافعي.